# Gustav Kühn (Buchdrucker)

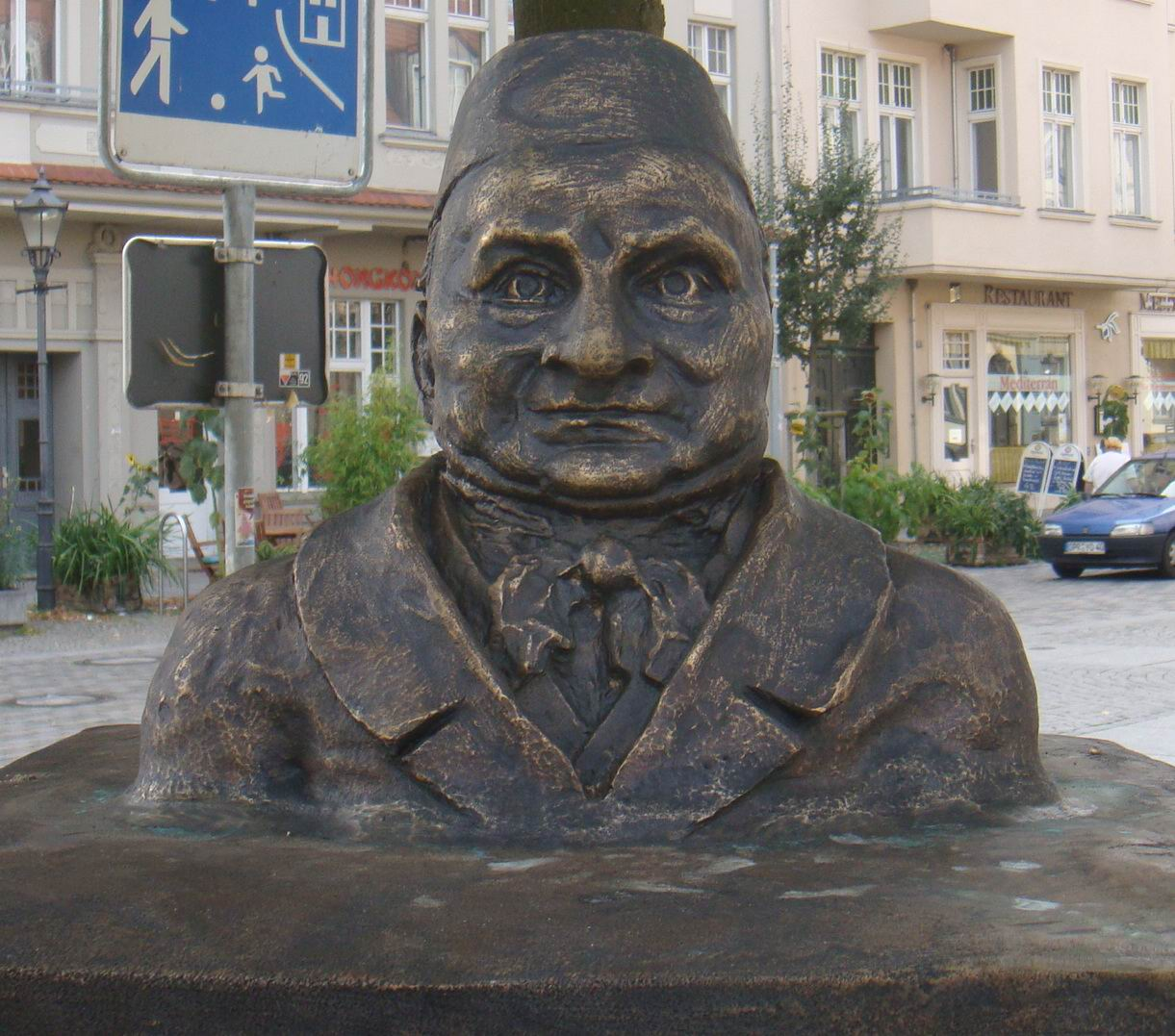
Kühn-Denkmal auf dem Neuruppiner Schulplatz

Adolph Gustav Leopold Kühn (* 21. September 1794 in Neuruppin; † 29. August 1868 ebenda) war ein deutscher Buchdrucker, Verleger und Herausgeber von Bilderbogen.

## Geschichte

### Vorfahren
Die Familie Kühn war bereits 1470 im Brandenburgischen ansässig und ab 1699 in Neuruppin. Johann Matthias Kühn betrieb hier eine Buchbinderwerkstatt, die er seinem Sohn Johann Christian übergab. Das Geschäft lief schlecht und so konnte der Sohn Johann Bernhard Kühn (1750–1826) nicht die empfohlene Hochschule besuchen. Stattdessen wurde er Buchbindergeselle und ging ab 1770 auf Wanderschaft nach Leipzig, Heilbronn und Straßburg. Die erlernte Holz- und Metallschnittkunst und sein eigenes künstlerisches Talent hoben sich deutlich vom Können seines Vaters ab. Daher eröffnete er nach seinem Meisterabschluss eine eigene Werkstatt im Jahre 1775 in der Heimatstadt. Hier begründete er eine bekannte Leihbibliothek, betrieb eine Elektrisiermaschine und einen großen Guckkasten. Beim Stadtbrand von 1787 fiel sein Haus jedoch den Flammen zum Opfer, und so bezog er ein neues Gebäude in der Friedrich-Wilhelm-Straße 62. Dort richtete er neben der Buchbinderei und Leihbibliothek eine Buchhandlung und ab 1791 eine Druckerei mit königlichem Privileg ein. Zu seinem Repertoire gehörten Kolportageschriften, geistliche Erbauungsbücher, selbst verfasste Romane und um 1810 die ersten Bilderbögen, die nur im Geschäft in Neuruppin erhältlich waren. Johann Bernhard war mit Sabina Regina Fretzdorf verehelicht. Dem gemeinsamen Sohn Adolph Gustav Leopold überschrieb Johann Bernhard wegen Krankheit am 1. Mai 1815 die Geschäfte der Firma mit 18 Angestellten, Sohn Karl wurde Buch- und Papierhändler in Berlin.

### Adolph Gustav Leopold Kühn

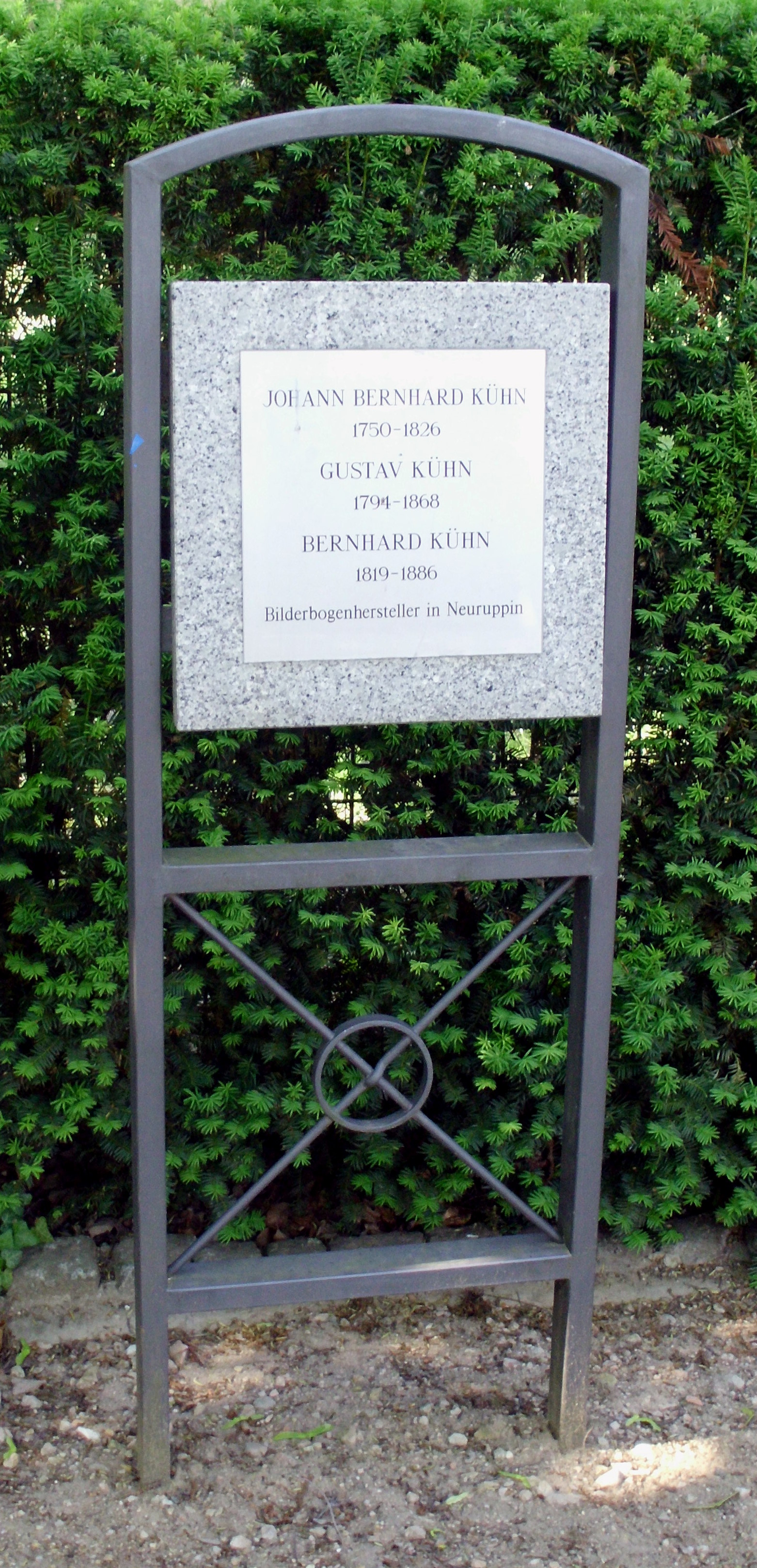
Erinnerungstafel an der Stelle des ehemaligen Alten Friedhofes, wo Kühn beerdigt war

Bevor Gustav Kühn die Geschäfte seines Vaters übernahm, studierte er vom Januar 1812 bis zur Schließung im Frühjahr 1813 an der Berliner Kunstakademie Holz-, Stahl- und Kupferstich. Unter seinen Lehrern war auch Prof.  Friedrich Wilhelm Gubitz (1786–1870). In den Jahren 1814–1819 erteilte er Zeichenunterricht im Neuruppiner Gymnasium, trat 1819 als Teilhaber in die Firma seines Vaters ein und übernahm diese 1822. Bereits 1825 führte er das kommerzielle Steindruckverfahren ein, früher als beispielsweise Berliner Druckereien. Er nannte sich nun „Hoflieferant“, sein Bruder wurde Kommissionshändler des Unternehmens. Unter der Leitung von Gustav Kühn, der die Bögen zeichnete und textete, erlangten die meist handkolorierten Neuruppiner Bilderbogen weltweite Verbreitung. Sie gelten als Vorläufer der Illustrierten Zeitung. Ab 1828 gab er die Ruppiner Zeitung, den Vorläufer der Märkischen Zeitung, ebenfalls heraus. Bereits 1830 besaß die Druckerei 1000 Drucksteine und eine Auflage von 600.000 Blatt, im Jahre 1832 lag die Produktion bei 1,2 Millionen Blatt, 1840 wurde das erste Fabrikgebäude errichtet, zehn Jahre später arbeiteten 60 Coloristen für das Unternehmen, zu den professionellen Steinzeichnern gehörte auch der Berliner Hofmaler Wilhelm Bülow. Maschinelle Lithopressen wurden ab 1858 eingesetzt, der Vermerk Dampf-Schnellpressendruck findet sich u. a. 1865. Bemerkenswert ist die hervorragende Qualität der hebräischen Bilderbogen. In den Jahren 1865 und 1866 sind jeweils 30 Bogen unter der Rubrik „Heiligenbilder“ verzeichnet, welche mit Bildunterschriften in jüdischer Sprache versehen waren. Die Bandbreite der Thematik war ebenso vielfältig wie die christlicher Themen, das fehlerfreie Schriftbild lässt darauf schließen, dass die Verlage auf Steinschneider zurückgriffen, die entweder der Sprache mächtig waren oder sehr gute Vorlagen bekamen.

### Nachkommen
Nach  Gustav Kühns Tod übernahm sein Sohn, der Geheime Kommerzienrat Bernhard Kühn die Fabrik, die Söhne von Bernhard, Paul (* 1848) und Richard (1850–1899) verkauften im Jahre 1892 die lithografische Anstalt und den Bilderbogenverlag an Otto Meusel und Richard Gumbrecht (1864–1911), welche noch einige Jahre unter dem Namen Kühn produzierten. Aus dem Verlagsprogramm von 1895 ist bekannt, dass die Bilderbogen in zahlreichen Fremdsprachen, unter anderem in skandinavischen Sprachen, aber auch in Tschechisch, Polnisch, Litauisch, Englisch, Französisch oder Spanisch erschienen.
Zur Jahrhundertwende ging der Druck von Bilderbögen stark zurück, Meusel und Gumbrecht erwarben von Heinrich Morchel im Jahre 1904 die Märkische Zeitung, welche dieser von den Kühns erworben hatte. Das wiedervereinte Unternehmen wurde in den 1920er Jahren von Meusels Bruder Oswald und dessen Schwiegersohn Walther Engelbrecht geführt, die Geschichte des Verlages endete im Jahre 1939.
Reinhold Kühn, der zweite Sohn von Gustav Kühn, ging nach Berlin und gründete dort 1853 den Verlag Reinhold Kühn. Der Verlag bestand bis 1954 und ging dann in Konkurs.
Das von Gustav Kühn neu errichtete Druckhaus in Neuruppin ist heute Bestandteil des Einkaufszentrums Bilderbogenpassage.